# Митяева, Галина
Галина Митяева (род. 29 апреля 1991, Шаартузский район, Хатлонская область) — таджикская легкоатлетка, специалистка по метанию молота. Выступала за сборную Таджикистана по лёгкой атлетике во второй половине 2000-х годов, участница летних Олимпийских игр в Пекине и многих других крупных соревнований, двукратная чемпионка Азии среди юниоров, многократная победительница первенств национального уровня.

## Биография
Галина Митяева родилась 29 апреля 1991 года в Шаартузском районе Хатлонской области Таджикской ССР. Заниматься лёгкой атлетикой начала в возрасте 13 лет, проходила подготовку в Душамбе под руководством известного спортсмена и тренера Дильшода Назарова.
Впервые заявила о себе на международной арене в сезоне 2006 года, выиграв бронзовую медаль на юниорском чемпионате Азии в Макао. Попав в основной состав таджикской национальной сборной, побывала на Азиатских играх в Дохе, где заняла в метании молота итоговое седьмое место.
В 2008 году одержала победу на юниорском чемпионате Азии в Джакарте, выступила на чемпионате мира среди юниоров в Быдгоще. Благодаря череде удачных выступлений удостоилась права защищать честь страны на летних Олимпийских играх в Пекине — в программе женского метания молота показала результат 51,38 метра и расположилась в итоговом протоколе соревнований на 47 позиции.
После пекинской Олимпиады Митяева осталась в составе легкоатлетической команды Таджикистана и продолжила принимать участие в крупнейших международных соревнованиях. Так, в 2009 году она выступила на чемпионате мира в Берлине, где заняла 39 место. В этом сезоне на соревнованиях в Душанбе установила свой личный рекорд, метнув молот на 63,43 метра.
В 2010 году победила на юниорском чемпионате Азии в Ханое и выступила на юниорском чемпионате мира в Монктоне.